# Sigumpar Julu
Sigumpar Julu is een bestuurslaag in het regentschap Toba Samosir van de provincie Noord-Sumatra, Indonesië. Sigumpar Julu telt 434 inwoners (volkstelling 2010).